# Biedniagina
Biedniagina (ros. Беднягина) – chutor w Rosji, w Kraju Krasnodarskim, w rejonie timaszowskim. W 2010 liczył 2417 mieszkańców.